# Fire Emblem Warriors: Three Hopes
Fire Emblem Warriors: Three Hopes ist ein Hack-and-Slay-Action-Rollenspiel, das von Omega Force entwickelt und am 24. Juni 2022 von Nintendo für die Nintendo Switch veröffentlicht wurde.
Das Spiel ist das zweite Crossover zwischen der Fire-Emblem-Reihe von Intelligent Systems und der Warriors-Reihe von Koei Tecmo. Wie sein Vorgänger Fire Emblem Warriors basiert das Spielprinzip auf der Warriors-Reihe, die Handlung des Spiels findet aber in der Welt von und mit Charakteren aus Fire Emblem: Three Houses statt.

## Handlung
Fire Emblem Warriors: Three Hopes spielt wie Fire Emblem: Three Houses auf dem fiktiven Kontinent Fódlan. Zu Beginn des Spiels wird Fódlan von drei Reichen beherrscht: das Adrestianische Kaiserreich im Süden und Westen, das Heilige Königreich Faerghus im Norden und die Allianz von Leicester im Osten des Kontinents. Im Zentrum des Kontinents befindet sich das Kloster Garreg Mach, das Hauptsitz der Kirche der Seiros ist, der wichtigsten Religion in Fódlan. An Garreg Mach befindet sich ebenfalls die Militärakademie des Kontinents, an der Bürger und Adlige der drei Reiche ausgebildet werden. In Garreg Mach werden die Schüler ihrer Herkunft nach in drei Häuser eingeteilt: die Schwarzen Adler aus Adrestia, die Blauen Löwen aus Faerghus und die Goldenen Hirsche aus Leicester. Die Haussprecher sind Edelgard, Dimitri und Claude, die Thronfolger der jeweiligen Reiche.
Obwohl Three Hopes in derselben Spielwelt wie Three Houses spielt, findet die Handlung in einer alternativen Zeitlinie statt. Anders als in Three Houses wurde die Söldnerin Byleth nie Lehrerin an Garreg Mach. Das Spiel verfolgt als Protagonisten stattdessen den Söldner Shez. Zu Beginn des Spiels kämpft er gegen die „Bleicher Dämon“ genannte Byleth, die seine gesamte Söldnertruppe auslöscht. Bevor auch Shez von ihr getötet werden kann, wird er von Arval gerettet, sodass sich Byleth zurückzieht. Arval ist ein mysteriöses Wesen, das nur von Shez gesehen werden kann. Shez beschließt, stärker zu werden, um eines Tages Byleth zu besiegen. Als er nach der Söldnertruppe von Byleths Vater Jeralt sucht, trifft Shez auf Edelgard, Dimitri und Claude, die auf der Flucht vor Banditen sind. Nachdem Shez die Banditen besiegt, geht er mit den Schülern nach Garreg Mach, um dort von Rhea, der Erzbischöfin der Kirche, für die Rettung der Schüler bezahlt zu werden. Rhea bietet Shez stattdessen an, Schüler an Garreg Mach zu werden. Shez nimmt das Angebot an und schließt sich einem der drei Häuser an. Die Wahl des Hauses hat dabei einen großen Einfluss auf die weitere Handlung. Je nach Wahl des Hauses spaltet sich die Handlung in drei verschiedene Handlungsstränge „Rote Flammen“, „Blaues Leuchten“ oder „Goldenes Lauffeuer“ auf.

## Spielprinzip
Fire Emblem Warriors: Three Hopes ist ein Hack-and-Slay-Spiel. Das Spielprinzip und Kampfsystem basiert auf dem der restlichen Warriors-Spiele wie etwa dem Spielprinzip von Fire Emblem Warriors. Jedoch übernimmt das Spiel mehrere Spielmechaniken aus Fire Emblem: Three Houses. So können die Spielfiguren wie in Three Houses ihre Charakterklasse (bis auf geschlechtsspezifische Ausnahmen) frei ändern. Auch übernommen wurde die Wahl zwischen drei Häusern, die neben der Handlung auch beeinflusst, welche Figuren spielbar sind. Anders als in Fire Emblem Warriors werden in Three Hopes die Schlachten über eine Weltkarte gestartet. Auf der Weltkarte können neben den handlungsfortführenden Schlachten auch kleinere Schlachten gestartet werden oder Nebenmissionen angenommen werden.

## Entwicklung und Veröffentlichung
Fire Emblem Warriors: Three Hopes wurde von Omega Force entwickelt, einem Entwicklerstudio von Koei Tecmo, dem Publisher der Warriors-Spiele. Wie Fire Emblem Warriors wurde Three Hopes von Nintendo, dem Publisher der Fire-Emblem-Spiele, veröffentlicht.
Am 9. Februar 2022 wurde bei einer Nintendo-Direct-Videopräsentation Three Hopes erstmals angekündigt. Der Veröffentlichungstermin wurde auf den 24. Juni 2022 gesetzt. Ein Trailer am 12. April 2022 enthüllte, dass Shez der Protagonist und Byleth die Antagonistin des Spiels sein werde. Außerdem wurden erstmals die drei Routen des Spiels vorgestellt. Eine Demoversion des Spiels, in der die ersten vier Kapitel spielbar sind, erschien am 8. Juni 2022.

## Rezeption
Fire Emblem Warriors: Three Hopes erhielt hauptsächlich positive Wertungen. So bekam das Spiel auf dem Review-Aggregator Metacritic – basierend auf 58 Rezensionen – einen Metascore von 80 aus 100 möglichen Punkten.
In einem Vorab-Review meinte PJ O’Reilly von Nintendo Life, dass das Spiel sich im Vergleich zu seinem Vorgänger Fire Emblem Warriors in fast jeder Hinsicht verbessert habe. Insbesondere die Handlung sei im Vergleich zum Vorgänger – und den Warriors-Spielen im Allgemeinen – besser geschrieben. Das Kampfsystem habe sich bis auf einige Aspekte, die aus Three Houses übernommen worden, nicht verändert. Jedoch sei die Länge der Schlachten zu kurz. Auch Wesley LeBlanc von Game Informer lobte die Handlung und das Kampfsystem. Technisch laufe das Spiel zwar flüssig, aber dafür sei das Spiel grafisch nicht sehr schön.

### Verkaufszahlen
Nach Angaben der japanischen Videospiel-Zeitschrift Famitsu konnte sich Three Hopes in seiner ersten Verkaufswoche im japanischen Einzelhandel 97.538 Mal verkaufen. Umsätze aus dem Nintendo eShop wurden nicht einberechnet. Damit konnte sich das Spiel in seiner ersten Woche mehr als doppelt so oft verkaufen als sein Vorgänger Fire Emblem Warriors.